# Talavidskolan

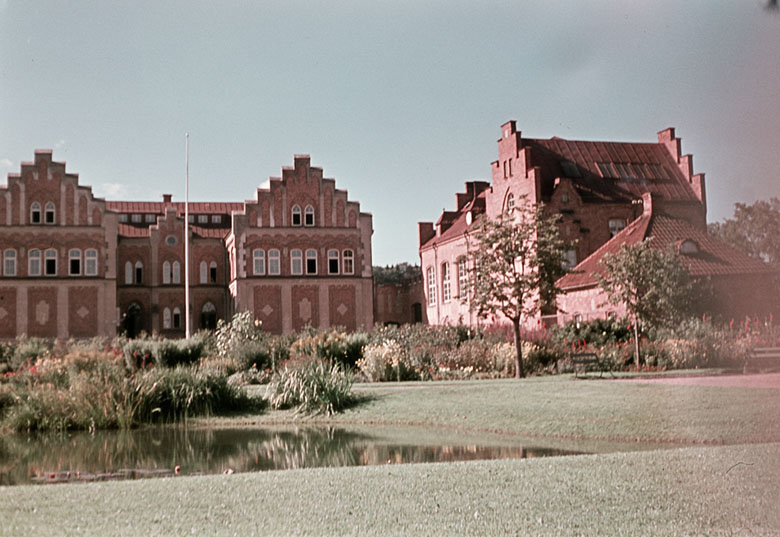
Norra folkskolan, 1945. Hitom skolan i bild den tidigare Junebäcksparken. Foto: Fredrik Bruno

Talavidskolan, tidigare Norra folkskolan, är en grundskola vid Junebäckens utlopp i Vättern, i Talavid i Jönköping.
Norra folkskolans ursprungliga byggnad ritades av Emil Billing och uppfördes 1889–1891 vid Västra Storgatans västra ände vid den på 1930-talet kulverterade Junebäcken, nära dess mynning i Vättern. Namnet kommer från Talavid, ett ställe där man talas vid.. Vid detta ställe skedde en växling av följe för kungen under medeltiden enligt Äldre Västgötalagen på dennes Eriksgata mellan östgötar och västgötar. År 1946 uppfördes som minnesmärke vid Junebäcken vid Talavid bredvid skolan Junebäcksmonumentet av John Lundqvist.
Gymnastikbyggnaden, som tillkom 1907, ritades av stadsarkitekten August Atterström.
Den första folkskolan, en så kallad lancasterskola, hade inrättats i Jönköping, vid Kanalgatan 20 och verkade där till 1845. Västra folkskolan (numera Sofiaskolan) förlades 1863 vid Kyrkogatan och flyttade 1871 med en ny byggnad vid Klostergatan. Östra folkskolan (senare Liljeholmsskolan) byggdes vid Östra Storgatan 1870. Norra folkskolan blev stadens tredje folkskola, och följdes av Södra folkskolan (numera Torpaskolan) 1908.
Talavidskolan har idag undervisning på lågstadiet och mellanstadiet och har ca 400 elever.